# Nuoto ai campionati mondiali di nuoto 2007 - 100 metri dorso femminili
La gara di nuoto dei 100 metri dorso femminili dei campionati mondiali di nuoto 2007 è stata disputata il 26 e 27 marzo presso la Rod Laver Arena di Melbourne.
Vi hanno preso parte 87 atlete.
La competizione è stata vinta dalla nuotatrice statunitense Natalie Coughlin, mentre l'argento e il bronzo sono andati rispettivamente alla francese Laure Manaudou e alla nipponica Reiko Nakamura.

## Podio
| Posizione | Atleta           | Nazionalità |
| --------- | ---------------- | ----------- |
| Oro       | Natalie Coughlin | Stati Uniti |
| Argento   | Laure Manaudou   | Francia     |
| Bronzo    | Reiko Nakamura   | Giappone    |

## Programma
| Data          | Ora   | Turno      |
| ------------- | ----- | ---------- |
| 26 marzo 2007 | 10:00 | Batterie   |
| 26 marzo 2007 | 20:00 | Semifinali |
| 27 marzo 2007 | 19:13 | Finale     |

## Record
Prima della manifestazione il record del mondo e il record dei campionati erano i seguenti.
| Record mondiale       | 59"58   | Natalie Coughlin Stati Uniti | 13 agosto 2002 Fort Lauderdale, Stati Uniti |
| Record dei campionati | 1'00"00 | Natalie Coughlin Stati Uniti | 30 luglio 2005 Montreal, Canada             |

Durante l'evento è stato migliorato il seguente record:
| Data     | Evento | Atleta           | Nazione     | Tempo | Record          |
| -------- | ------ | ---------------- | ----------- | ----- | --------------- |
| 27 marzo | Finale | Natalie Coughlin | Stati Uniti | 59"44 | Record mondiale |

## Risultati

### Batterie
| Pos. | Batteria | Corsia | Atleta                      | Nazionalità                   | Tempo       | Note |
| ---- | -------- | ------ | --------------------------- | ----------------------------- | ----------- | ---- |
| 1    | 11       | 4      | Natalie Coughlin            | Stati Uniti                   | 1:00.36     | Q    |
| 2    | 10       | 6      | Kirsty Coventry             | Zimbabwe                      | 1:00.57     | Q    |
| 3    | 9        | 4      | Reiko Nakamura              | Giappone                      | 1:00.80     | Q    |
| 4    | 10       | 5      | Laure Manaudou              | Francia                       | 1:00.92     | Q    |
| 5    | 10       | 4      | Hanae Itō                   | Giappone                      | 1:01.25     | Q    |
| 6    | 9        | 2      | Leila Vaziri                | Stati Uniti                   | 1:01.36     | Q    |
| 7    | 9        | 5      | Tayliah Zimmer              | Australia                     | 1:01.38     | Q    |
| 8    | 11       | 7      | Iryna Amshennikova          | Ucraina                       | 1:01.43     | Q    |
| 9    | 10       | 3      | Emily Seebohm               | Australia                     | 1:01.70     | Q    |
| 10   | 11       | 1      | Nikolett Szepesi            | Ungheria                      | 1:01.74     | Q    |
| 11   | 11       | 2      | Anastasia Zueva             | Russia                        | 1:01.89     | Q    |
| 12   | 9        | 6      | Antje Buschschulte          | Germania                      | 1:01.94     | Q    |
| 12   | 11       | 5      | Hannah McLean               | Nuova Zelanda                 | 1:01.94     | Q    |
| 14   | 9        | 3      | Xu Tianlongzi               | Cina                          | 1:02.03     | Q    |
| 15   | 9        | 1      | Kateryna Zubkova            | Ucraina                       | 1:02.05     | Q    |
| 16   | 8        | 5      | Sanja Jovanović             | Croazia                       | 1:02.11     | Q    |
| 17   | 8        | 1      | Hiu Wai Sherry Tsai         | Hong Kong                     | 1:02.41     |      |
| 18   | 8        | 6      | Fabíola Molina              | Brasile                       | 1:02.43     |      |
| 18   | 11       | 8      | Elena Gemo                  | Italia                        | 1:02.43     |      |
| 20   | 10       | 7      | Louise Ørnstedt             | Danimarca                     | 1:02.49     |      |
| 21   | 11       | 3      | Janine Pietsch              | Germania                      | 1:02.72     |      |
| 22   | 10       | 2      | Alessia Filippi             | Italia                        | 1:02.73     |      |
| 23   | 8        | 4      | Esther Baron                | Francia                       | 1:02.79     |      |
| 24   | 10       | 8      | Elizabeth Simmonds          | Gran Bretagna                 | 1:02.87     |      |
| 25   | 11       | 6      | Zhao Jing                   | Cina                          | 1:02.98     |      |
| 26   | 7        | 5      | Aliaksandra Kavaleva        | Bielorussia                   | 1:03.25     |      |
| 27   | 7        | 7      | Karin Prinsloo              | Sudafrica                     | 1:03.31     |      |
| 28   | 8        | 3      | Kelly Stefanyshyn           | Canada                        | 1:03.38     |      |
| 29   | 6        | 5      | Petra Klosova               | Rep. Ceca                     | 1:03.40     |      |
| 30   | 7        | 6      | Iwona Lefanowicz            | Polonia                       | 1:03.43     |      |
| 31   | 8        | 2      | Anna Gostomelsky            | Israele                       | 1:03.44     |      |
| 32   | 7        | 1      | Carin Möller                | Svezia                        | 1:03.47     |      |
| 33   | 9        | 7      | Liz Coster                  | Nuova Zelanda                 | 1:03.58     |      |
| 34   | 10       | 1      | Mercedes Peris              | Spagna                        | 1:03.69     |      |
| 35   | 6        | 8      | Erin Volcán                 | Venezuela                     | 1:03.85     |      |
| 36   | 8        | 7      | Yoo Jin Jung                | Corea del Sud                 | 1:03.97     |      |
| 37   | 6        | 7      | Julia Wilkinson             | Canada                        | 1:04.02     |      |
| 38   | 7        | 2      | Therese Svendsen            | Svezia                        | 1:04.15     |      |
| 39   | 6        | 6      | Carolina Colorado           | Colombia                      | 1:04.39     |      |
| 40   | 6        | 1      | Melanie Nocher              | Irlanda                       | 1:04.44     |      |
| 41   | 8        | 8      | Escarlata Bernard Gonzalez  | Spagna                        | 1:04.93     |      |
| 42   | 9        | 8      | Nam Eun Lee                 | Corea del Sud                 | 1:05.01     |      |
| 43   | 7        | 4      | Hikelien Schreuder          | Paesi Bassi                   | 1:05.09     |      |
| 44   | 5        | 2      | Triin Aljand                | Estonia                       | 1:05.53     |      |
| 45   | 6        | 3      | Kiera Aitken                | Bermuda                       | 1:05.65     |      |
| 46   | 5        | 3      | Lynette Ng                  | Singapore                     | 1:05.84     |      |
| 47   | 5        | 5      | Lourdes Villaseñor          | Messico                       | 1:06.05     |      |
| 48   | 7        | 3      | Valentina Georgiana Brat    | Romania                       | 1:06.19     |      |
| 49   | 6        | 4      | Man Hsu Lin                 | Taipei cinese                 | 1:06.79     |      |
| 50   | 4        | 2      | Caroline Pickering          | Figi                          | 1:07.27     |      |
| 51   | 6        | 2      | Hsu Jung He                 | Taipei cinese                 | 1:07.28     |      |
| 52   | 4        | 3      | Felicia Leksono             | Indonesia                     | 1:07.32     |      |
| 53   | 7        | 8      | Nazli Ege Calisal           | Turchia                       | 1:07.43     |      |
| 54   | 5        | 4      | Sook Fun Chai               | Malaysia                      | 1:07.85     |      |
| 55   | 4        | 7      | Layla Alghul                | Giordania                     | 1:08.13     |      |
| 56   | 3        | 4      | Natalie Ferdinand           | Barbados                      | 1:08.74     |      |
| 57   | 4        | 6      | Ming Xiu Ong                | Malaysia                      | 1:08.97     |      |
| 58   | 3        | 7      | Christie Bodden             | Panama                        | 1:09.31     |      |
| 59   | 4        | 4      | Slavica Pavic               | Perù                          | 1:09.32     |      |
| 60   | 5        | 1      | Wenika Kaewchaiwong         | Thailandia                    | 1:09.47     |      |
| 61   | 4        | 5      | Madelein Scerri             | Malta                         | 1:09.59     |      |
| 62   | 5        | 7      | Massie Milagros Carrillo    | Perù                          | 1:09.75     |      |
| 63   | 4        | 8      | Weng Kuan                   | Macao                         | 1:09.83     |      |
| 64   | 4        | 1      | Jonay Briedenhann           | Namibia                       | 1:10.46     |      |
| 65   | 3        | 1      | Karen Torrez                | Bolivia                       | 1:10.78     |      |
| 66   | 5        | 8      | Khadija Ciss                | Senegal                       | 1:11.15     |      |
| 67   | 5        | 6      | Thi Cuc Hoang               | Vietnam                       | 1:11.28     |      |
| 68   | 3        | 6      | Yulduz Kuchkarova           | Uzbekistan                    | 1:11.47     |      |
| 69   | 1        | 5      | Obia Inyengiyikabo          | Nigeria                       | 1:11.61     |      |
| 70   | 2        | 5      | Lacy Palmer-Martin          | Saint Lucia                   | 1:12.07     |      |
| 71   | 3        | 2      | Man Wai Fong                | Macao                         | 1:12.25     |      |
| 72   | 2        | 8      | Jessica Teixeira Vieira     | Mozambico                     | 1:12.32     |      |
| 73   | 3        | 5      | Maria Virginia Baez Franco  | Paraguay                      | 1:12.46     |      |
| 74   | 2        | 4      | Rachel Fortunato            | Gibilterra                    | 1:12.93     |      |
| 75   | 3        | 8      | Marie Laura Meza Peraza     | Costa Rica                    | 1:13.01     |      |
| 76   | 3        | 3      | Mirjana Stojanova           | Macedonia                     | 1:15.07     |      |
| 77   | 2        | 3      | Dalia Massiel Torrez Zamora | Nicaragua                     | 1:16.20     |      |
| 78   | 2        | 6      | Siona Huxley                | Saint Lucia                   | 1:16.60     |      |
| 79   | 2        | 2      | Binta Zahra Diop            | Senegal                       | 1:16.96     |      |
| 80   | 2        | 1      | Anouchka Diane Etiennette   | Mauritius                     | 1:17.40     |      |
| 81   | 1        | 4      | Uche Monu                   | Nigeria                       | 1:17.93     |      |
| 82   | 2        | 7      | Maxine Pardo                | Gibilterra                    | 1:18.24     |      |
| 83   | 1        | 3      | Judith Meauri               | Papua Nuova Guinea            | 1:19.64     |      |
| 84   | 1        | 7      | Sarah Elizabeth Johnson     | Isole Marianne Settentrionali | 1:19.90     |      |
| 85   | 1        | 6      | Amber Sikosang Yobech       | Palau                         | 1:20.78     |      |
| 86   | 1        | 2      | Natasha Ratter              | Uganda                        | 1:2.54      |      |
| -    | 1        | 1      | Aleksandra Gerasimenya      | Bielorussia                   | non partita |      |

### Semifinali
I migliori 8 tempi accedono alla finale
| Pos. | Batteria | Corsia | Atleta             | Nazionalità   | Tempo   | Note |
| ---- | -------- | ------ | ------------------ | ------------- | ------- | ---- |
| 1    | 2        | 2      | Emily Seebohm      | Australia     | 1:00.51 | Q    |
| 2    | 1        | 5      | Laure Manaudou     | Francia       | 1:00.55 | Q    |
| 3    | 2        | 3      | Hanae Itō          | Giappone      | 1:00.62 | Q    |
| 4    | 2        | 4      | Natalie Coughlin   | Stati Uniti   | 1:00.64 | Q    |
| 5    | 2        | 5      | Reiko Nakamura     | Giappone      | 1:00.71 | Q    |
| 6    | 2        | 6      | Tayliah Zimmer     | Australia     | 1:01.06 | Q    |
| 7    | 1        | 6      | Iryna Amshennikova | Ucraina       | 1:01.21 | Q    |
| 8    | 2        | 7      | Anastasia Zueva    | Russia        | 1:01.23 | Q    |
| 9    | 1        | 2      | Nikolett Szepesi   | Ungheria      | 1:01.29 |      |
| 10   | 1        | 3      | Leila Vaziri       | Stati Uniti   | 1:01.39 |      |
| 11   | 1        | 8      | Sanja Jovanović    | Croazia       | 1:01.59 |      |
| 12   | 1        | 1      | Xu Tianlongzi      | Cina          | 1:01.70 |      |
| 13   | 1        | 7      | Antje Buschschulte | Germania      | 1:01.71 |      |
| 14   | 1        | 4      | Kirsty Coventry    | Zimbabwe      | 1:01.73 |      |
| 15   | 2        | 1      | Hannah McLean      | Nuova Zelanda | 1:01.80 |      |
| 16   | 2        | 8      | Kateryna Zubkova   | Ucraina       | 1:02.04 |      |

### Finale
| Pos. | Corsia | Atleta             | Nazionalità | Tempo   | Note            |
| ---- | ------ | ------------------ | ----------- | ------- | --------------- |
|      | 6      | Natalie Coughlin   | Stati Uniti | 59.44   | Record mondiale |
|      | 5      | Laure Manaudou     | Francia     | 59.87   |                 |
|      | 2      | Reiko Nakamura     | Giappone    | 1:00.40 |                 |
| 4    | 4      | Emily Seebohm      | Australia   | 1:00.52 |                 |
| 5    | 3      | Hanae Itō          | Giappone    | 1:00.63 |                 |
| 6    | 1      | Iryna Amshennikova | Ucraina     | 1:00.79 |                 |
| 7    | 8      | Anastasia Zueva    | Russia      | 1:01.38 |                 |
| 8    | 7      | Tayliah Zimmer     | Australia   | 1:02.68 |                 |